# Pierre-Toussaint Durand de Maillane

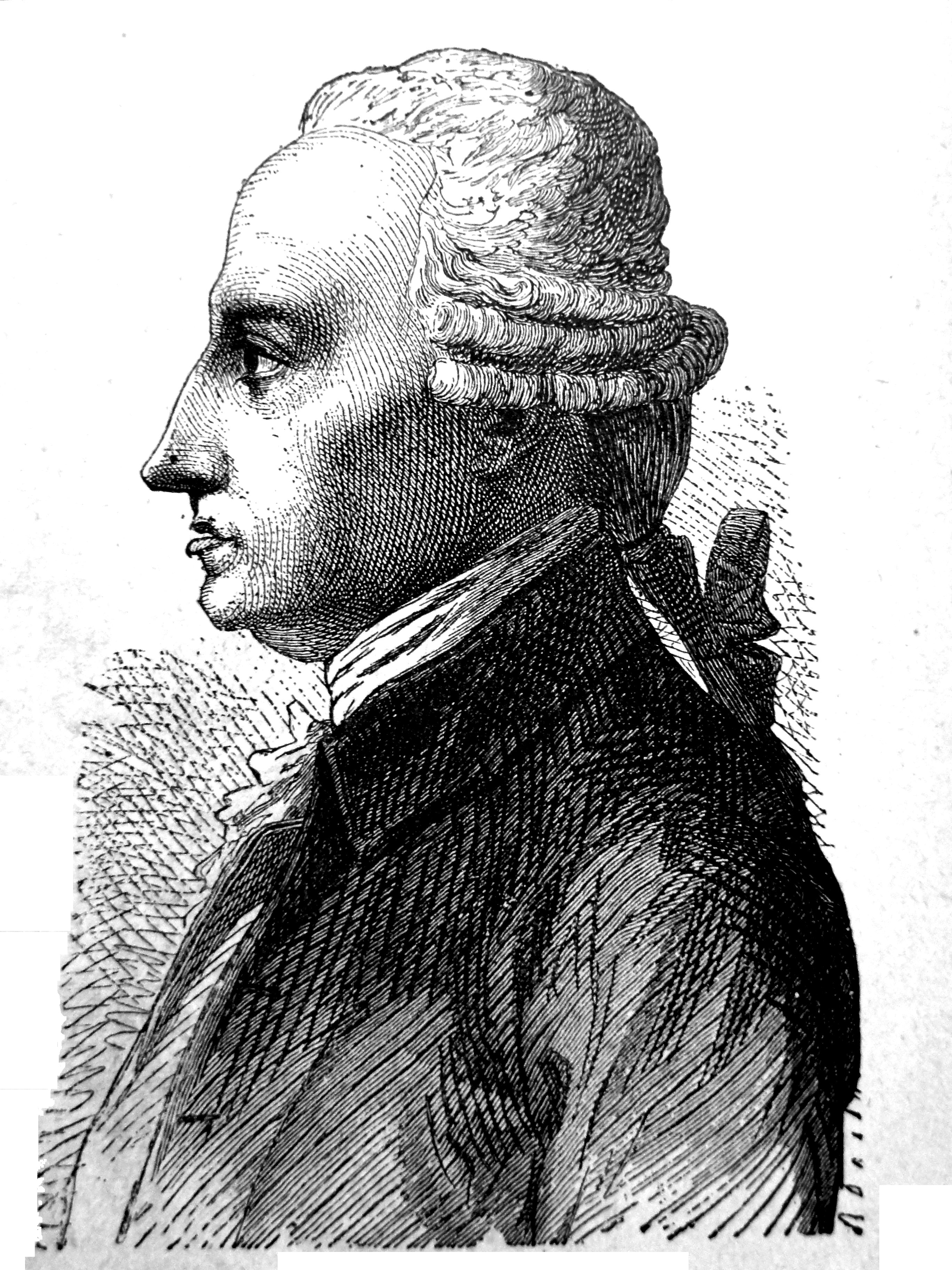
Pierre-Toussaint Durand de Maillane.

Pierre-Toussaint Durand de Maillane, född 1 november 1729, död 14 augusti 1814, var en fransk politiker.
Durand de Maillane var ursprungligen advokat, blev 1789 medlem av nationalförsamlingen, 1792 av konventet, där han var en "träskets" mera ledande män. Durand de Maillane deltog i resningen mot Maximilien de Robespierre och i arbetet på direktorialförfattningen. Under direktoriet var han medlem av direktoriet, och satt efter den mot högern riktade statskuppen 18 fructidor häktad 1797-1798. Under konsulatet och kejsardömet var Durand de Maillane verksam som ämbetsman.